# Football Club Al Tahrir
Il Football Club Al Tahrir è una società calcistica eritrea della città di Asmara.
Ha vinto due scudetti.

## Stadio
Il club gioca le gare casalinghe allo Stadio Olimpico.

## Rosa
| N. |                    | Ruolo | Calciatore        |
| -- | ------------------ | ----- | ----------------- |
| 1  | Eritrea (bandiera) | P     | Daniel Goitom     |
|    | Eritrea (bandiera) | P     | Saleh Ebbaie      |
|    | Eritrea (bandiera) | D     | Simon Gid         |
|    | Eritrea (bandiera) | D     | Frezi Berhe       |
|    | Eritrea (bandiera) | D     | Telk Gebrejabiher |
|    | Eritrea (bandiera) | D     | Elias Embaie      |
|    | Eritrea (bandiera) | D     | Efrem Bein        |
|    | Eritrea (bandiera) | D     | Tomas Berhe       |
|    | Eritrea (bandiera) | D     | Amanuel Guess     |
|    | Eritrea (bandiera) | D     | Suliman Mohammed  |
|    | Eritrea (bandiera) | C     | Hamdai Abdelkadr  |

| N. |                    | Ruolo | Calciatore         |
| -- | ------------------ | ----- | ------------------ |
|    | Eritrea (bandiera) | C     | Ermias Maakele     |
|    | Eritrea (bandiera) | C     | Sertse Tesfamaicl  |
|    | Eritrea (bandiera) | C     | Ermias Weldai      |
|    | Eritrea (bandiera) | C     | Zenkael Asmalas    |
|    | Eritrea (bandiera) | C     | Jusi Michael       |
|    | Eritrea (bandiera) | C     | Berham Aregai      |
|    | Eritrea (bandiera) | A     | Hilan Kaid         |
|    | Eritrea (bandiera) | A     | Dnicatsu Shimangus |
|    | Eritrea (bandiera) | A     | Hail Goitom        |
|    | Eritrea (bandiera) | A     | Girmai Sias        |
|    | Eritrea (bandiera) | A     | Msgina Bsrat       |

## Palmarès

### Competizioni nazionali
- Campionato eritreo: 2

1996-1997, 2007

### Altri piazzamenti
- Campionato eritreo:

Terzo posto: 1995-1996, 2009